# Grzegorz Stencel
Grzegorz Stencel (ur. 25 stycznia 1962 w Sochaczewie) – polski piłkarz, bramkarz, reprezentant Polski. 
Był zawodnikiem Bzury Chodaków, Unii Skierniewice, ŁKS-u Łódź, Bałtyku Gdynia, Olimpii Poznań i Hutnika Warszawa. Debiutował w Ekstraklasie w 1985 roku w barwach Bałtyku. W pierwszej lidze rozegrał 112 meczów, z czego 30 w barwach Bałtyku, a 82 w barwach Olimpii.

## Reprezentacja Polski
| l.p. | Data         | Miejsce | Przeciwnik | Rezultat | Rozgrywki  | Grał   | Uwagi |
| ---- | ------------ | ------- | ---------- | -------- | ---------- | ------ | ----- |
| 1.   | 22 maja 1988 | Dublin  | Irlandia   | 1-3      | towarzyski | od 46' |       |